# Buhalivșciîna, Popilnea
Buhalivșciîna (în ucraineană Бухалівщина) este un sat în comuna Lîpkî din raionul Popilnea, regiunea Jîtomîr, Ucraina.

## Demografie
Componența lingvistică a localității Buhalivșciîna
     Ucraineană (98%)
     Rusă (2%)
Conform recensământului din 2001, majoritatea populației localității Buhalivșciîna era vorbitoare de ucraineană (98%), existând în minoritate și vorbitori de rusă (2%).